# Az ember tragédiája (film)
Az ember tragédiája 2011-ben bemutatott magyar animációs film, amelyet Jankovics Marcell rendezett. A forgatókönyvet Madách Imre azonos című színműve nyomán írta 1983-ban, a gyártás 1988-ban kezdődött, és hosszú hányattatások után 2011-ben ért véget. A legismertebb magyar dráma tizenöt színből áll, az első három és az utolsó a bibliai teremtéstörténet paradicsomi környezetével keretbe foglalja a maradék tizenegyet.
A film megjelent DVD-n és Blu-rayen amelyen magyar hangsáv, valamint angol, magyar, orosz és francia feliratok is tartoznak a műhöz.

## Cselekmény
A film hűen követi Madách művét.

## Egyéb technikai információk
- Író, rendezte, képes forgatókönyv, grafikai tervező és beállítási rajz: Jankovics Marcell
- Zeneszerző és hangkeverés: Sáry László, Sáry Bánk
- Operatőr: Bacsó Zoltán
- Hangmérnök: Lang András, Nyerges András Imre, Zsebényi Béla
- Hangrendező: Tomasevics Zorka
- Vágó: Féjja Gyöngyi, Fényi Márta, Hap Magda, Talpas Iván, Tóth Zsuzsa
- Háttér: Baticz Barnabás, Csík Márta, Orosz István, Pénzes Szabolcs
- Mozdulattervezők: Bánki Katalin, Bross Katalin, Csányi Sándor, Demeter Mónika, Kiss Iván, Kriskó Katalin, Lázár Zoltán, Lugosi Károly, Martsa Piroska, Szalay Edit, Zsilli Mária
- Számítógépes felvétel : Gaál Fatima, Major Péter, Reményi Ágnes, Somorjai Nóra
- Mozgáspróba: Varga György
- Rajzolták: Czompó Márta, Kovács Csaba, Révész Gabriella, Wágner Judit
- Munkatársak: Tóth Ibolya, Zalotay István
- Tanácsadók: Szegedi Maszák Mihály, Szemadám György
- Fénymegadó: Bederna András, Fekete Janó, Regéczy Viola
- Festőművész: Fekete Janó
- Levilágítás: Ari Károly
- Rendezőasszisztens, gyártásvezető és rajzellenőr: Kő Edit
- Produkciós vezető: Koncz Károlyné, Kő Edit, Mezei Borbála

Készítette a Magyar Rajzfilm Kft., a Pannónia Film Kft., a Magyar Filmlaboratórium Kft., az Észt Mérj Kft., az Arteam Produkciós iroda, a Focus – Fox Studio, a Kodak Cinelabs Hungary és az Intersound Kft.
Nemzetközi cím: The Tragedy of Man, kód: 11613

## Szereplők
| Szereplő             | Hang                |
| -------------------- | ------------------- |
| Az Úr                | Szilágyi Tibor      |
| Lucifer              | Usztics Mátyás      |
| Ádám                 | Széles Tamás        |
| Éva                  | Bertalan Ágnes      |
| Föld szelleme        | Molnár Piroska      |
| Szerető társa        | Bácskai János       |
| Második gyáros       | Bácskai János       |
| Cassius              | Bácskai János       |
| Catullus             | Blaskó Péter        |
| Éva szeretője        | Blaskó Péter        |
| Márki                | Blaskó Péter        |
| Nyegle               | Blaskó Péter        |
| Második a népből     | Borbiczki Ferenc    |
| Második polgár       | Borbiczki Ferenc    |
| Korcsmáros           | Borbiczki Ferenc    |
| Krispos              | Csurka László       |
| Egy barát            | Csurka László       |
| Sans-culotte         | Csurka László       |
| Részeg munkás        | Csurka László       |
| Luther               | Csurka László       |
| Harmadik a népből    | Dengyel Iván        |
| Harmadik bizánci     | Dengyel Iván        |
| Hamis koldus         | Dengyel Iván        |
| Cluvia               | Fullajtár Andrea    |
| Második polgárlány   | Fullajtár Andrea    |
| Szajha               | Fullajtár Andrea    |
| Hippia               | Hegyi Barbara       |
| Első polgárlány      | Hegyi Barbara       |
| Első demagóg         | Koncz István        |
| Első csuhás          | Koncz István        |
| Második báb          | Koncz István        |
| Egy árus             | Koncz István        |
| Egy falanszterpolgár | Koncz István        |
| Géphang              | Korbuly Péter       |
| Második demagóg      | Lux Ádám            |
| Második csuhás       | Lux Ádám            |
| Első báb             | Lux Ádám            |
| Saint Just           | Lux Ádám            |
| Másik árus           | Lux Ádám            |
| Társnő               | Majsai-Nyilas Tünde |
| Ifjú eretnek         | Nagy Ervin          |
| Napoleon             | Nagy Ervin          |
| Tanítvány            | Nagy Ervin          |
| Első diák            | Nagy Ervin          |
| Anya                 | Pap Éva             |
| Kisleány             | Solecki Janka       |
| Kimon                | Straub Norbert      |
| Cigányasszony        | Szabó Éva           |
| Thersites            | Szacsvay László     |
| Egy katona           | Szacsvay László     |
| Igazi koldus         | Szacsvay László     |
| Plato                | Szacsvay László     |
| Első a népből        | Ujréti László       |
| Bizánci polgár       | Ujréti László       |
| Harmadik csuhás      | Ujréti László       |
| Ékszerárus           | Ujréti László       |
| Michelangelo         | Ujréti László       |
| Első gyáros          | Végh Ferenc         |

Archív szinkron felvételek: Balázsi Gyula, Benkő Péter, Buss Gyula, Csikos Gábor, Hegedűs D. Géza, Moór Marianna, Máthé Erzsi, Somhegyi György

## Díjak, jelölések
A Nemzetközi Képzőművészeti Filmszemle fődíja